# Върбово (област Смолян)
Вижте пояснителната страница за други значения на Върбово.
Върбово е село в Южна България. То се намира в община Смолян, област Смолян.

## География
Село Върбово се намира в Средните Родопи, в южните поли на рида Чернатица, на 6 км от село Широка лъка и на 22 км от град Девин. Селото е разпръснато на различна надморска височина, от 1200 до 1800 м. Почвата е от кафява горска до черна. Село Върбово е в землището на село Широка лъка.
Селото има много заобикалящи го махали. Едни от най-големите са: Сливово, Калевища, Преслупа. 

## История
Землището на селото е обитавано от тракийските племена още в дълбока древност, за което свидетелстват множеството намерени монети от римската епоха, както и от Първото и Второто българско царство. В местността Селището са намерени много глинени съдове и уреди за леене на метали. Не са провеждани мащабни разкопки.
Селото е създадено между края на XVII и началото на XVIII век при изселването на юруците от Родопите. Неговите създатели са трима кехаи, дошли от Източните Родопи. Най-бележитият от тях е Мерджан кехая. В Държавен архив Смолян има запазен документ за покупко-продажба на планина между него и предишния собственик.
Обитатели на района - юруците напускат селото някъде около 1600 г. Някъде по това време се заселват на това място и днешните върбовци.
Според една легенда името Върбово идва от това, че до така наречения римски мост в началото на селото имало една голяма върба, която по пладне побирала под сянката си до 10 000 овце.
След Освобождението от османско владичество Върбово заедно със заобикалящите го християнски села Широка лъка, Гела, Солища, Стикал, Заевите, Стойките и др. попада в територията на Източна Румелия. Тези села стават обект на терор от страна на Сенклеровите банди.
Във Върбово пристига капитан Петко войвода и води сражение с помаците от Брезе, които правят опит да тероризират Върбово и съседните християнски села, с цел да върнат тази част на Родопите към Османската империя. Запазено е благодарствено писмо до Петко войвода от върбовските първенци за помощта, която им е оказал.
След Съединението на Княжество България и Източна Румелия Върбово е отделено в самостоятелна община, населението му тогава наброява 1500 души християни.

## Религии
Върбовци са християни. В миналото в селото са живели и няколко турски семейства. След Освобождението Върбово попада в територията на Източна Румелия и върбовци принуждават семействата да се изселят.
В селото има голяма църква „Св. Георги“ от типа трикорабна едноапсидна базилика, с галерия. Построена е през 1871 година. Стенописите са запазили свежестта си и не са реставрирани от самото им създаване.
Легендата твърди, че църквата е построена за 40 дни от населението.
Църквата е цялостно изписана от Димитър Христов зограф, от Станимашката художествена школа.
В мерата на селото има и 7 параклиса:
- „Св. Спас“
- „Св. св. Костантин и Елена“
- „Св. св. Петър и Павел“
- Посветен на трима светии - Св Илия, Св. Неделя и Св. Дух
- „Св. Марина“
- „Св. св. Козма и Дамян“
- „Св. Георги“

## Културни и природни забележителности
В селото има много интересни обекти – така нареченият римски мост в началото на селото, църквата „Св. Георги“, строена в 1871 година и която впечатлява със своите размери и уникални стенописи, а също така и седемте параклиса, заобикалящи селото и махалите и доказващи чисто християнския произход на върбовци. Много интересна е и архитектурата на селото, вписваща се в стила Голяма родопска къща.
Друго забележителности са:
- В началото на пътя от град Девин за село Върбово се намира интересната скална фигура „Момата“, за която има легенда.
- Така нареченият римски мост в началото на селото
- училището, основано през 1864 година
- Множеството красиви параклиси
- Възрожденската архитектура на селото

## Редовни събития
- Ежегоден събор в местността Бистрица
- Ежегоден събор на параклиса „Св. Марина“
- Ежегоден събор на параклиса „Св. св. Константин и Елена“

## Личности
- Във Върбово е родена народната певица Бойка Присадова (1944 – 2017).
- Майката на Стефка Оникян, която е българка и е от Върбовски род.
- Бащата на олимпийската шампионка Екатерина Дафовска.